# LNB Pro A 2019-2020
La LNB Pro A 2019-2020 è stata la 98ª edizione del massimo campionato francese di pallacanestro maschile, la 32ª dalla creazione della LNB, la 15ª con la denominazione di Pro A.
Il 31 marzo il campionato viene sospeso per via della Pandemia di Covid-19. Il 27 maggio il campionato viene dichiarato cancellato e senza un vincitore.

## Squadre

### Promozioni e retrocessioni
La stagione 2019-2020 della Liga LNB è composta da 16 squadre della stagione precedente, e dalle due squadre promosse dalla Pro B.
Squadre promosse dalla Pro B
- Roanne
- Orléans

### Squadre partecipanti
| Squadra          | Città                | Palazzetto (Capacità)                          |
| ---------------- | -------------------- | ---------------------------------------------- |
| ASVEL            | Villeurbanne         | Astroballe (5.800)                             |
| BCM Gravelines   | Gravelines           | Sportica (3.043)                               |
| Boulazac         | Boulazac             | Salle des sports du Palio (5.200)              |
| Bourg-en-Bresse  | Bourg-en-Bresse      | Ekinox (3.548)                                 |
| Châlons-Reims    | Reims                | Complexe René-Tys (3.000)                      |
| Cholet           | Cholet               | La Meilleraie (5.191)                          |
| Digione          | Digione              | Palais des Sports Jean-Michel Geoffroy (4.628) |
| Élan Chalon      | Chalon-sur-Saône     | Le Colisée (5.000)                             |
| Le Mans          | Le Mans              | Antarès (6.000)                                |
| Le Portel        | Le Portel            | Salle Carpentier (900)                         |
| Limoges CSP      | Limoges              | Palais des sports de Beaublanc (5.500)         |
| Metropolitans 92 | Levallois-Perret     | Stade Pierre-de-Coubertin (4.200)              |
| Monaco           | Principato di Monaco | Salle Gaston Médecin (3.000)                   |
| Nanterre 92      | Nanterre             | Palais des Sports de Nanterre (3.000)          |
| Orléans Loiret   | Orléans              | Palais des sports d'Orléans (3.222)            |
| Pau-Lacq-Orthez  | Pau                  | Palais des Sports (6.050)                      |
| Roanne           | Roanne               | Halle André Vacheresse (5.020)                 |
| Strasburgo       | Strasburgo           | Rhénus Sport (6.200)                           |

### Squadre per regione
| Numero di squadre | Regione                  | Squadra/e                            |
| ----------------- | ------------------------ | ------------------------------------ |
| 3                 | Nuova Aquitania          | Boulazac Limoges CSP Pau-Lacq-Orthez |
| 3                 | Alvernia-Rodano-Alpi     | ASVEL Bourg-en-Bresse Roanne         |
| 3                 | Paesi della Loira        | Cholet Élan Chalon Le Mans           |
| 2                 | Alta Francia             | BCM Gravelines Le Portel             |
| 2                 | Grande Est               | Châlons-Reims Strasburgo             |
| 2                 | Île-de-France            | Metropolitans 92 Nanterre 92         |
| 1                 | Borgogna-Franca Contea   | Digione                              |
| 1                 | Centro-Valle della Loira | Orléans Loiret                       |
| 1                 | Monaco                   | Monaco                               |

## Stagione regolare

### Classifica
| Pos | Squadra          | G  | V  | P  | PF   | PS   | DP   |
| --- | ---------------- | -- | -- | -- | ---- | ---- | ---- |
| 1   | Monaco           | 25 | 21 | 4  | 2111 | 1801 | +310 |
| 2   | ASVEL            | 25 | 21 | 4  | 2140 | 1925 | +215 |
| 3   | Digione          | 25 | 21 | 4  | 2124 | 1868 | +256 |
| 4   | Metropolitans 92 | 25 | 18 | 7  | 2251 | 2186 | +65  |
| 5   | Bourg-en-Bresse  | 25 | 16 | 9  | 2082 | 2023 | +59  |
| 6   | Cholet           | 25 | 14 | 11 | 2004 | 1977 | +27  |
| 7   | Nanterre 92      | 25 | 14 | 11 | 2135 | 2057 | +78  |
| 8   | Limoges CSP      | 25 | 12 | 13 | 2031 | 2032 | −1   |
| 9   | Le Mans          | 25 | 11 | 14 | 2048 | 2089 | −41  |
| 10  | Strasburgo       | 24 | 10 | 14 | 1961 | 1987 | −26  |
| 11  | Pau-Lacq-Orthez  | 25 | 10 | 15 | 1969 | 2065 | −96  |
| 12  | Élan Chalon      | 25 | 10 | 15 | 2056 | 2201 | −145 |
| 13  | Orléans Loiret   | 25 | 10 | 15 | 2105 | 2162 | −57  |
| 14  | Châlons-Reims    | 25 | 9  | 16 | 2084 | 2138 | −54  |
| 15  | Boulazac         | 25 | 8  | 17 | 2057 | 2124 | −67  |
| 16  | Roanne           | 25 | 8  | 17 | 2027 | 2210 | −183 |
| 17  | BCM Gravelines   | 25 | 7  | 18 | 1896 | 2029 | −133 |
| 18  | Le Portel        | 24 | 4  | 20 | 1826 | 2033 | −207 |

### Risultati
|                  | ASV   | BOU     | CHA     | CHO    | DIJ    | ELA     | GRA    | JLB    | LIM     | LMS    | MET     | MON    | NAN    | ORL    | PAU    | POR    | ROA    | STR    |
| ---------------- | ----- | ------- | ------- | ------ | ------ | ------- | ------ | ------ | ------- | ------ | ------- | ------ | ------ | ------ | ------ | ------ | ------ | ------ |
| ASVEL            | —     | 78–69   | 83–76   | 85–76  |        | 95–70   | 103–86 | 104–71 | 94–84   | 101–85 | 69–79   | 95–83  |        | 97–80  | 76–68  | 94–69  |        |        |
| Boulazac         |       | —       | 94–84   |        | 68–78  | 70–73   |        |        | 84–81   | 78–72  | 97–101  | 71–68  | 91–62  | 93–97  | 83–84  | 80–74  | 96–77  | 80–86  |
| Châlons-Reims    | 66–68 | 100–89  | —       |        | 86–88  |         |        | 79–81  | 80–77   | 78–87  |         | 89–100 | 98–91  | 91–99  | 83–88  | 97–87  | 74–76  |        |
| Cholet           | 80–91 | 94–90   | 76–68   | —      | 72–85  | 93–99   | 83–65  | 88–60  | 90–79   |        | 74–86   | 71–84  |        | 70–67  |        | 80–72  | 85–59  |        |
| Digione          | 70–79 |         |         | 97–68  | —      |         | 95–76  | 84–70  | 79–73   | 100–74 |         | 71–85  | 84–80  | 90–71  | 96–57  | 88–85  | 74–77  |        |
| Élan Chalon      | 99–96 | 71–85   | 75–83   | 89–79  | 78–90  | —       |        | 64–79  |         | 84–83  | 90–98   | 56–80  | 75–73  |        |        | 95–84  | 85–84  | 79–82  |
| BCM Gravelines   |       | 108–106 | 71–74   | 73–79  | 80–88  | 63–64   | —      |        | 92–80   |        | 70–80   | 63–79  |        |        | 64–59  | 64–58  | 90–61  | 73–91  |
| Bourg-en-Bresse  | 82–85 | 96–72   |         | 74–72  | 73–101 | 109–85  | 89–80  | —      |         | 86–55  |         |        | 85–89  | 90–79  | 84–62  | 94–82  | 83–71  | 80–72  |
| Limoges CSP      | 69–75 | 88–75   | 92–79   | 79–74  |        | 75–73   | 77–71  | 80–83  | —       | 78–55  |         | 66–86  |        | 99–87  | 77–70  | 66–65  |        | 77–61  |
| Le Mans          | 85–74 | 99–78   | 63–72   | 81–75  |        | 88–80   | 70–74  | 91–93  | 102–84  | —      | 104–83  | 73–66  | 79–85  |        |        | 109–80 |        | 82–90  |
| Metropolitans 92 | 76–86 |         | 121–115 |        | 64–72  | 92–88   | 88–63  | 88–78  | 108–106 |        | —       | 80–71  | 101–90 | 93–87  |        |        | 86–83  | 97–89  |
| Monaco           | 79–59 | 86–71   | 88–74   |        | 80–67  |         | 67–62  | 94–89  |         |        | 98–67   | —      | 79–69  | 108–76 | 89–76  |        | 71–65  | 86–70  |
| Nanterre 92      | 66–91 | 85–78   | 104–84  | 86–101 |        |         | 98–80  | 85–70  | 93–71   | 98–79  | 66–81   |        | —      | 63–68  | 101–89 |        | 108–79 | 85–70  |
| Orléans Loiret   |       |         |         | 80–83  | 65–85  | 125–129 | 90–78  |        | 78–84   | 91–99  | 85–84   |        | 79–78  | —      | 88–87  | 110–62 | 105–72 | 77–86  |
| Pau-Lacq-Orthez  |       |         | 75–82   | 82–83  | 64–81  | 92–86   | 89–80  | 87–93  |         | 85–64  | 110–114 | 75–101 |        | 82–60  | —      | 64–57  |        | 74–73  |
| Le Portel        |       | 97–88   |         | 71–78  | 84–86  |         | 80–61  | 74–90  |         | 76–85  | 98–79   | 60–83  | 76–85  |        | 84–85  | —      | 79–69  | 72–103 |
| Roanne           | 69–73 | 83–68   | 96–89   |        | 87–93  | 108–94  | 81–109 |        | 73–89   | 100–84 | 116–108 |        | 79–102 | 82–81  | 97–100 |        | —      | 83–84  |
| Strasburgo       | 88–89 |         | 95–75   | 75–80  |        |         |        |        |         |        | 81–97   |        | 90–93  |        | 69–65  |        |        | —      |

## Squadre francesi in competizioni europee
| Squadra         | Competizione     | Andamento        |
| --------------- | ---------------- | ---------------- |
| ASVEL           | EuroLeague       | Regular season   |
| Monaco          | EuroCup          | Quarti di finale |
| Limoges CSP     | EuroCup          | Regular season   |
| Nanterre 92     | EuroCup          | Regular season   |
| Digione         | Champions League | Ottavi di finale |
| Pau-Lacq-Orthez | Champions League | Regular season   |
| Strasburgo      | Champions League | Regular season   |

in corsivo le fasi raggiunte nella competizione ancora in corso